# امتداد ناصر (الخرطوم)
امتداد ناصر حي سوداني يقع في ولاية الخرطوم داخل مدينة الخرطوم وهو من أعرق أحياء الخرطوم. وهو عبارة عن خطة سكنيَّة منحها الشريف الهندي لأهالي بري والمقرن وتوتي حتى الأهالي المستأجرين. كان قفر . عبارة عن مساحة واسعة يجري فيها الجيش عمليات (ضرب النار).

## أصل التسمية
وأصلاً امتداد ناصر هو امتداد للبراري وسُمِّي بامتداد ناصر حيث تزامن ذلك مع زيارة الرئيس المصري جمال عبد الناصر في عام (1969) أثناء توزيع الحي. وينقسم إلى ستة مربعات تبدأ من مربع (1 ــ 6)

## الموقع
يقع حي امتداد ناصر في وسط الخرطوم ويحدُّه من اتجاه الغرب مطار الخرطوم الدولي، ومن اتجاه الشرق حي المنشيَّة، ومن الشمال حي كوريا ومن اتجاه الجنوب حي الرياض، منذ تأسيس الحي لم تكن هنالك مشكلة في المياه ولكن عانى أهالي المنطقة من الحصول على الكهرباء وتم توصيل الكهرباء بالعون الذاتي في عام (1972) كذلك بالعون الذاتي تم بناء قسم شرطة واحد والآن به محكمة أُنشئت حديثًا في عام(2004).

## المناخ
حي امتداد ناصر  في مينة الخرطوم التي تعتبر واحدة من المدن الرئيسية الأكثر حرارة في العالم. فقد تتجاوز درجات الحرارة فيها 48 درجة مئوية في منتصف الصيف، إلا أن المتوسط السنوي لدرجات الحرارة القصوى يبلغ حوالي 37.1 درجة مئوية، مع ستة أشهر في السنة يزيد المتوسط الشهري لدرجة الحرارة فيها عن 38 درجة مئوية. وفي كل الأحوال فإن درجات الحرارة في الخرطوم تهبط بمعدلات كبيرة خلال الليل، إلى أدنى من 15 درجة مئوية في شهر يناير / كانون الثاني وقد تصل إلى 6 درجات مئوية عند مرور جبهة هوائية باردة.

## التعليم
عرف حي امتداد ناصر التعليم منذ إنشائه ومنذ ذلك الحين انتشرت المدارس في المدينة على اختلاف مراحلها ومناهج التدريس فيها. ويمكن تقسيم المدارس في الخرطوم إلى مدارس عامة حكومية أصبح لبعضها شهرة على نطاق السودان وأخرى خاصة يديرها القطاع الخاص. يوجد به العديد من المدارس بما في ذلك مدارس الجاليات الأجنبية المقيمة فيه.
- مدرسة ناصر الابتدائية للبنات
- مدرسة قرنفلي الثانوية، (كانت ثانوي عالي، ثم صارت للجنوبين)
- مدرسة امتداد ناصر 3